# 珠光蟾魚
珠光蟾魚（学名：Porichthys margaritatus），為輻鰭魚綱蟾魚目蟾魚科的其中一種，分布於東太平洋區，從墨西哥至厄瓜多加拉巴哥群島海域，棲息深度4-137公尺，體長可達14公分，為底棲性魚類，夜行性，繁殖期在春末夏初。